# Brû
Pour les articles homonymes, voir Broussaille et Bru.
Brû est une commune française située dans le département des Vosges, en région Grand Est.
Ses habitants sont appelés les Broussailles.

## Géographie

### Localisation

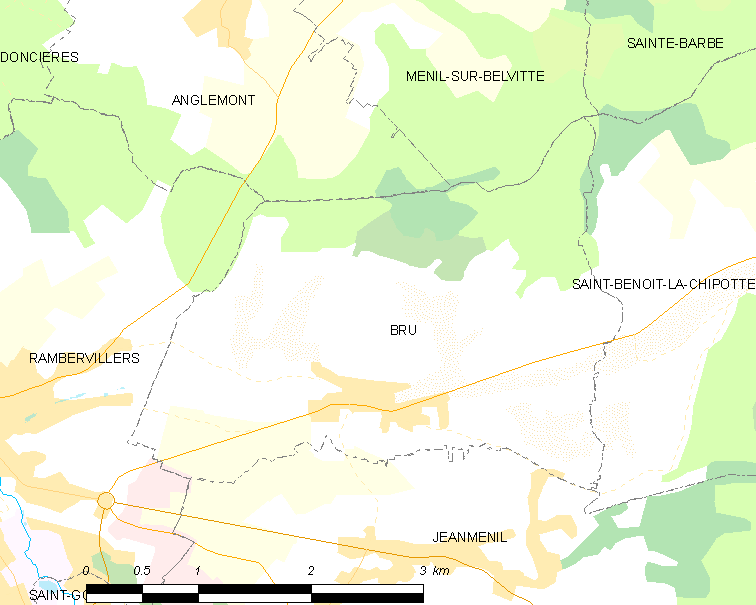
Situation géographique de Brû.

Brû se situe à 4 km à l'est de Rambervillers sur la route du col de la Chipotte menant à Raon-l'Étape (17 km). Le Monseigneur et la Châtelaine, affluents de rive droite de la Mortagne, traversent le village.

### Géologie et relief
La commune se compose de 44,81 hectares de territoires artificialisés (5,00 %), 651,34 hectares de territoires agricoles (72,61 %) et 201,01 hectares de forêts et milieux semi-naturels (22,41 %).

### Hydrographie et les eaux souterraines
Hydrogéologie et climatologie : Système d’information pour la gestion des eaux souterraines du bassin Rhin-Meuse :
Territoire communal : Occupation du sol (Corinne Land Cover); Cours d'eau (BD Carthage),
Géologie : Carte géologique; Coupes géologiques et techniques,
 Hydrogéologie : Masses d'eau souterraine; BD Lisa; Cartes piézométriques.
La commune est située dans le bassin versant du Rhin au sein du bassin Rhin-Meuse. Elle est drainée par le ruisseau Monseigneur et le ruisseau d'Hertemeuche,.
Le ruisseau Monseigneur, d'une longueur totale de 13,4 km, prend sa source dans la commune de Saint-Benoît-la-Chipotte et se jette  dans la Mortagne à Rambervillers, après avoir traversé trois communes.

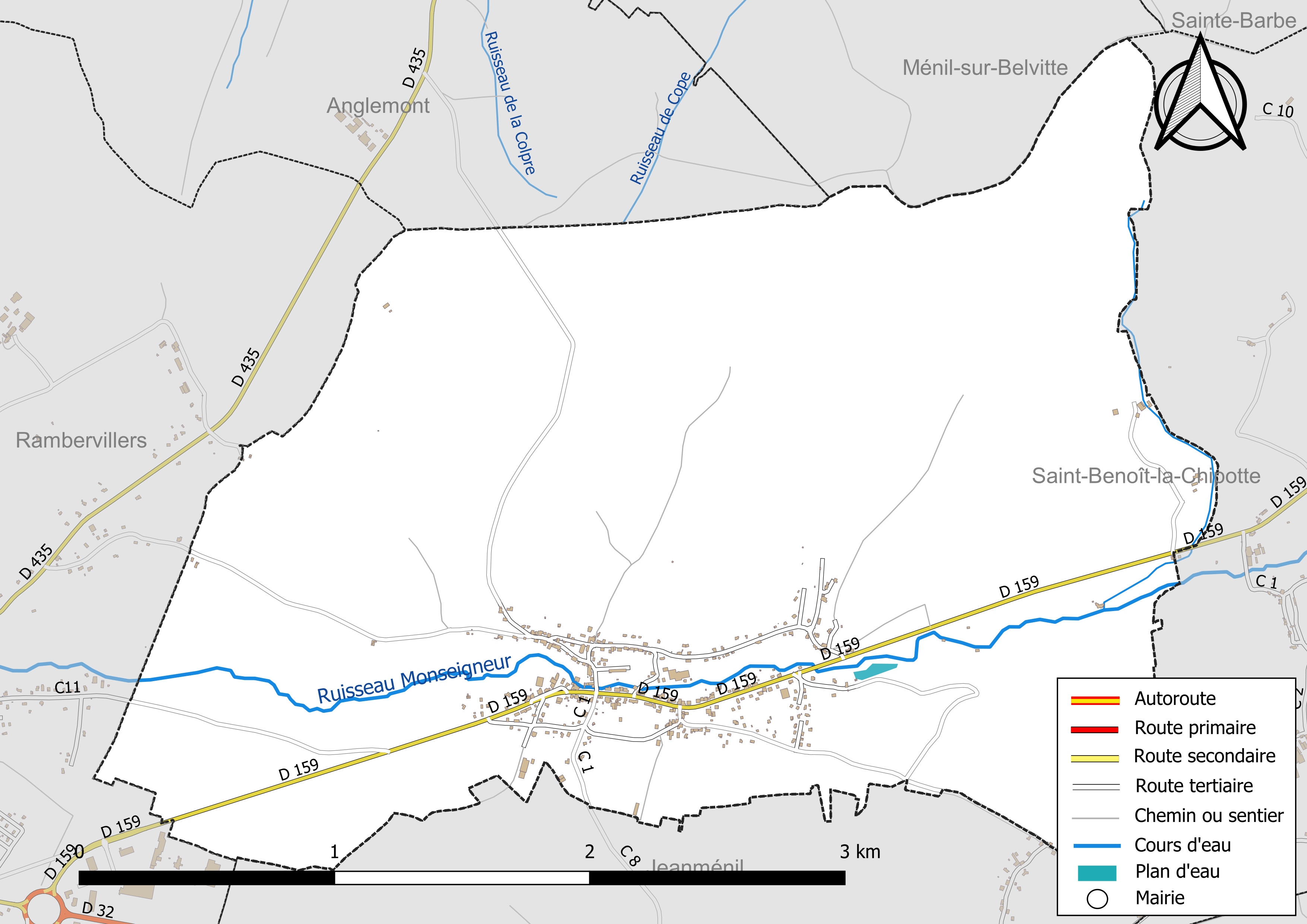
Réseaux hydrographique et routier de Brû.

### Climat
Pour des articles plus généraux, voir Climat du Grand Est et Climat des Vosges.
En 2010, le climat de la commune est de type climat des marges montargnardes, selon une étude du Centre national de la recherche scientifique s'appuyant sur une série de données couvrant la période 1971-2000. En 2020, Météo-France publie une typologie des climats de la France métropolitaine dans laquelle la commune est exposée à un climat semi-continental et est dans la région climatique  Vosges, caractérisée par une pluviométrie très élevée (1 500 à 2 000 mm/an) en toutes saisons et un hiver rude (moins de 1 °C). 
Pour la période 1971-2000, la température annuelle moyenne est de 9,6 °C, avec une amplitude thermique annuelle de 17,1 °C. Le cumul annuel moyen de précipitations est de 949 mm, avec 12,5 jours de précipitations en janvier et 10,1 jours en juillet. Pour la période 1991-2020, la température moyenne annuelle observée sur la station météorologique de Météo-France la plus proche, « Roville », sur la commune de Roville-aux-Chênes à 7 km à vol d'oiseau, est de 10,3 °C et le cumul annuel moyen de précipitations est de 833,3 mm. 
La température maximale relevée sur cette station est de 40 °C, atteinte le 25 juillet 2019 ; la température minimale est de −24,5 °C, atteinte le 2 janvier 1971,,. 
Les paramètres climatiques de la commune ont été estimés pour le milieu du siècle (2041-2070) selon différents scénarios d'émission de gaz à effet de serre à partir des nouvelles projections climatiques de référence DRIAS-2020. Ils sont consultables sur un site dédié publié par Météo-France en novembre 2022.

## Urbanisme

### Typologie
Au 1er janvier 2024, Brû est catégorisée commune rurale à habitat dispersé, selon la nouvelle grille communale de densité à sept niveaux définie par l'Insee en 2022.
Elle est située hors unité urbaine. Par ailleurs la commune fait partie de l'aire d'attraction de Rambervillers, dont elle est une commune de la couronne,. Cette aire, qui regroupe 15 communes, est catégorisée dans les aires de moins de 50 000 habitants,.

### Occupation des sols
L'occupation des sols de la commune, telle qu'elle ressort de la base de données européenne d’occupation biophysique des sols Corine Land Cover (CLC), est marquée par l'importance des territoires agricoles (72,7 % en 2018), en diminution par rapport à 1990 (74 %). La répartition détaillée en 2018 est la suivante : 
zones agricoles hétérogènes (46,9 %), forêts (22,3 %), prairies (18,8 %), terres arables (7,1 %), zones urbanisées (5 %). L'évolution de l’occupation des sols de la commune et de ses infrastructures peut être observée sur les différentes représentations cartographiques du territoire : la carte de Cassini (XVIIIe siècle), la carte d'état-major (1820-1866) et les cartes ou photos aériennes de l'IGN pour la période actuelle (1950 à aujourd'hui).

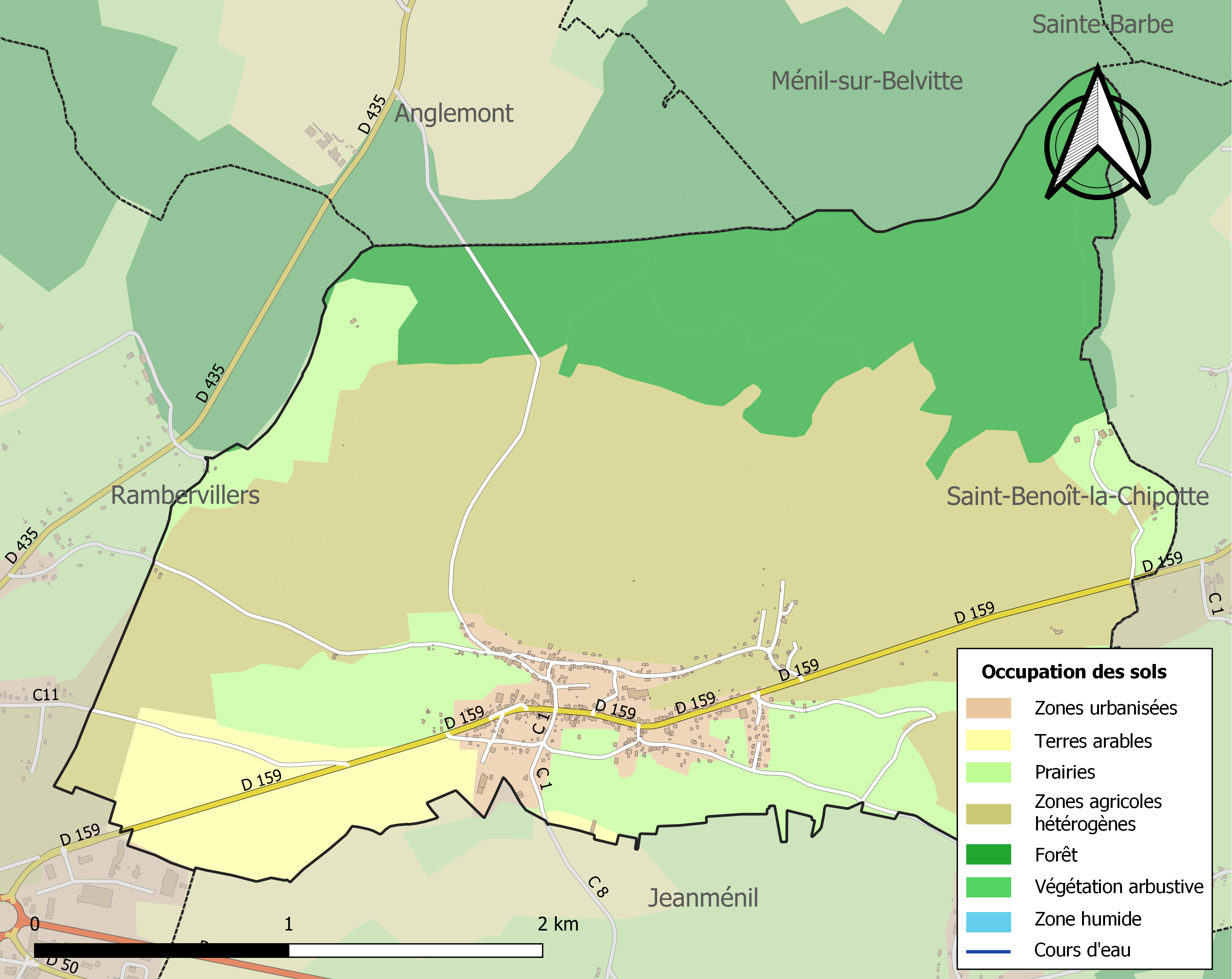
Carte des infrastructures et de l'occupation des sols de la commune en 2018 (CLC).

### Voies de communications et transports

#### Voies routières
- D 519bis > Rue Vieux Chemin de Brû > Rambervillers[16].
- D46 vers Épinal.

#### Transports en commun
- Fluo Grand Est.

#### Lignes SNCF

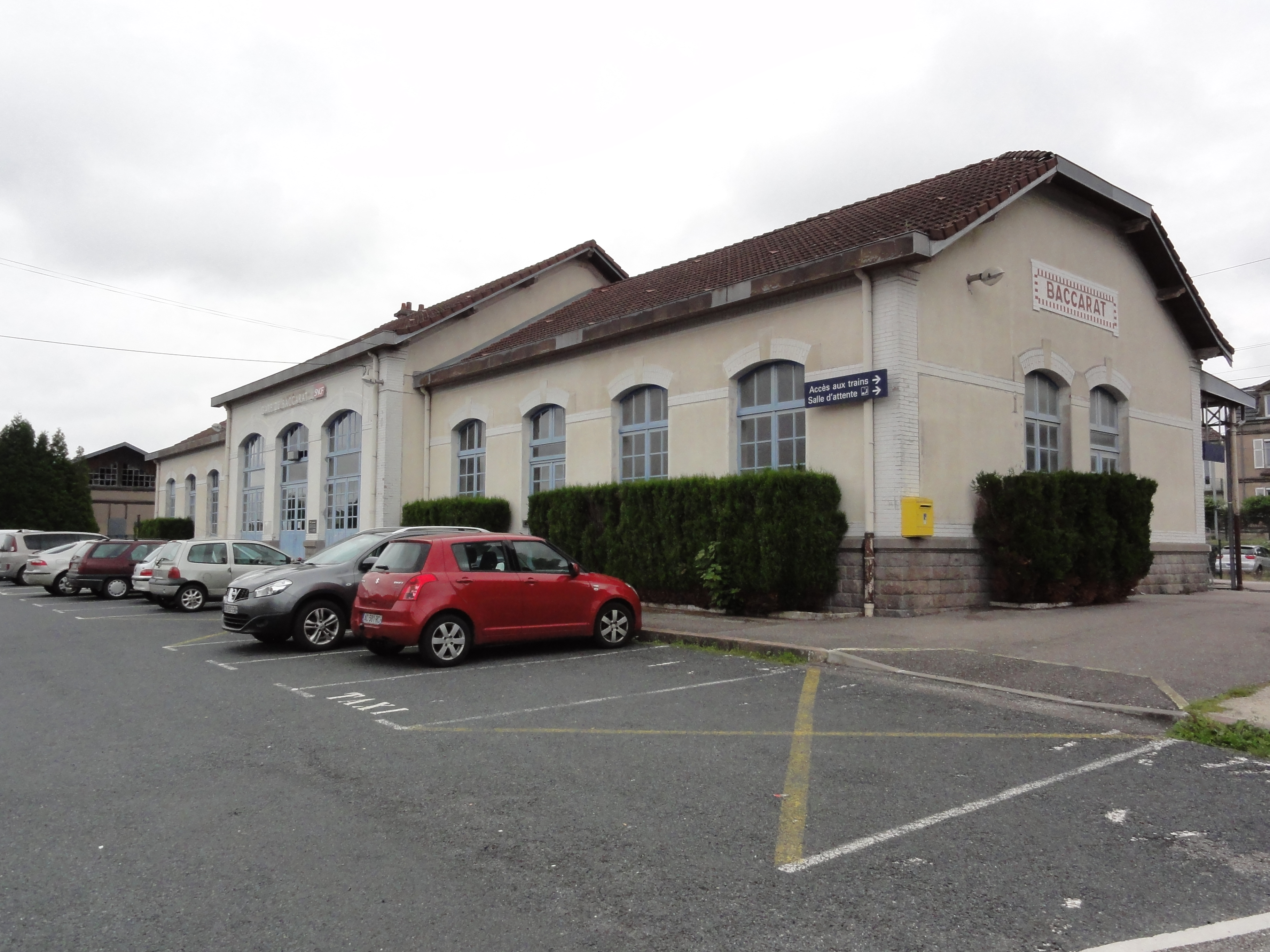
Gare de Baccarat.

- Gare de Thiaville
- Gare de Bertrichamps
- Gare de Baccarat
- Gare d'Étival-Clairefontaine
- Gare de Saint-Michel-sur-Meurthe

#### Transports aériens
- L'Aéroport d'Épinal-Mirecourt « Vosges Aéroport ».

À partir de l'été 2021, l’aéroport d’Épinal-Mirecourt est devenu le "pélicandrome" de la Zone Est et servira ainsi de base de ravitaillement et d’intervention pour les avions bombardiers d’eau connus sous le nom de Dash 8.

## Toponymie
Le nom de la localité est attesté sous les formes Berrue (1182) ; A. de Berru (1228) ; Bueruy (1413) ; Burrut (1420) ; Beru (1490) ; Beruz (1633) ; Bru (1656) ; Brüe proche Remberviller (1731) ; Bru ou Breux (1753) ; Brus, Breusium (1768).

Peut-être issu de berula (« lieu planté de bouleaux »).

## Histoire
Ancienne dépendance de Jeanménil érigée en vicariat en 1761 et devenue annexe de Rambervillers, Diocèse de Toul, doyenné de Deneuvre.
Au début du  XVIIIe siècle, Brû est encore l'une des cinq mairies, avec Nossoncourt, Doncières et Xaffévillers qui dépendent de la Chatellenie de Rambervillers, bailliage de Vic.
Deux GI, soldats américains, ayant perdu la vie à Brû en 1944 pour libérer la France ont été mis à l’honneur au cimetière américain de Dinozé.

## Politique et administration

### Liste des maires
| Période                                  | Période   | Identité           | Étiquette | Qualité                                                       |
| ---------------------------------------- | --------- | ------------------ | --------- | ------------------------------------------------------------- |
| Les données manquantes sont à compléter. |           |                    |           |                                                               |
| 2 février 1790                           |           | Georges Romary     |           | Premier maire de Brû                                          |
| 1993                                     | 2006      | Christian Thibault |           | Démissionnaire pour raisons de santé                          |
| 2007                                     | mars 2008 | André Maillard     |           |                                                               |
| mars 2008                                | mai 2020  | Alain Gérard       | DVD       | Retraité de l'enseignement Président de la 2C2R (2014 → 2020) |
| mai 2020                                 | En cours  | Patrice Robin      |           | [ 23 ]                                                        |

### Finances locales

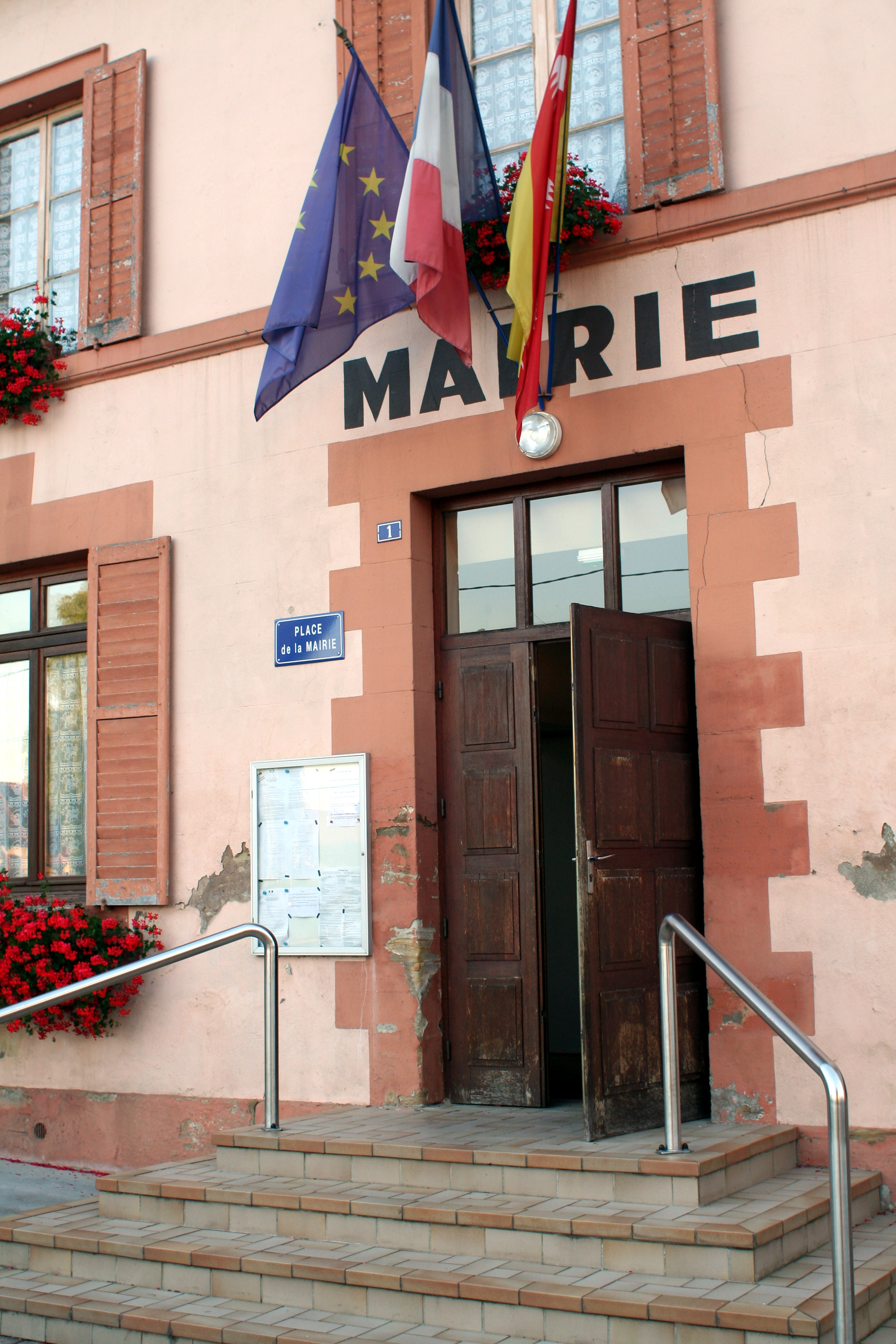
Porte de la mairie.

#### Budget et fiscalité 2023
En 2023, le budget de la commune était constitué ainsi :
- total des produits de fonctionnement : 415 000 €, soit 715 € par habitant ;
- total des charges de fonctionnement : 358 000 €, soit 616 € par habitant ;
- total des ressources d'investissement : 209 000 €, soit 960 € par habitant ;
- total des emplois d'investissement : 106 000 €, soit 183 € par habitant ;
- endettement : 207 000 €, soit 356 € par habitant.

Avec les taux de fiscalité suivants :
- taxe d'habitation : 20,45 % ;
- taxe foncière sur les propriétés bâties : 42,36 % ;
- taxe foncière sur les propriétés non bâties : 24,50 % ;
- taxe additionnelle à la taxe foncière sur les propriétés non bâties : 0,00 % ;
- cotisation foncière des entreprises : 0,00 %.

Chiffres clés Revenus et pauvreté des ménages en 2021 : médiane en 2021 du revenu disponible, par unité de consommation : 22 160 €.

## Population et société

### Démographie

#### Évolution démographique
L'évolution du nombre d'habitants est connue à travers les recensements de la population effectués dans la commune depuis 1793. Pour les communes de moins de 10 000 habitants, une enquête de recensement portant sur toute la population est réalisée tous les cinq ans, les populations de référence des années intermédiaires étant quant à elles estimées par interpolation ou extrapolation. Pour la commune, le premier recensement exhaustif entrant dans le cadre du nouveau dispositif a été réalisé en 2005.

En 2022, la commune comptait 566 habitants, en évolution de −0,35 % par rapport à 2016 (Vosges : −2,96 %, France hors Mayotte : +2,11 %).
| 1793 | 1800 | 1806 | 1821 | 1831 | 1836 | 1841 | 1846 | 1856 |
| ---- | ---- | ---- | ---- | ---- | ---- | ---- | ---- | ---- |
| 482  | 441  | 573  | 667  | 772  | 802  | 806  | 835  | 814  |

| 1861 | 1866 | 1876 | 1881 | 1886 | 1891 | 1896 | 1901 | 1906 |
| ---- | ---- | ---- | ---- | ---- | ---- | ---- | ---- | ---- |
| 862  | 839  | 803  | 776  | 726  | 710  | 668  | 665  | 642  |

| 1911 | 1921 | 1926 | 1931 | 1936 | 1946 | 1954 | 1962 | 1968 |
| ---- | ---- | ---- | ---- | ---- | ---- | ---- | ---- | ---- |
| 631  | 579  | 583  | 600  | 580  | 462  | 514  | 495  | 493  |

| 1975 | 1982 | 1990 | 1999 | 2005 | 2006 | 2010 | 2015 | 2020 |
| ---- | ---- | ---- | ---- | ---- | ---- | ---- | ---- | ---- |
| 432  | 459  | 500  | 549  | 579  | 604  | 585  | 579  | 568  |

| 2022 | - | - | - | - | - | - | - | - |
| ---- | - | - | - | - | - | - | - | - |
| 566  | - | - | - | - | - | - | - | - |

### Enseignement
Établissements d'enseignements :
- Écoles maternelles et primaires à Brû, Jeanménil, Rambervillers, Ménil-sur-Belvitte, Rambervillers, Saint-Benoît-la-Chipotte.
- Collèges à Rambervillers, Baccarat, Raon-l'Étape, Bruyères.
- Lycées à Roville-aux-Chênes, Raon-l'Étape, Bruyères.

### Santé
Professionnels et établissements de santé :
- Médecins à Rambervillers, Baccarat, Bertrichamps, Grandvillers, Brouvelieures, Raon-l'Étape.
- Pharmacies à Rambervillers, Baccarat, Raon-l'Étape, Magnières, Étival-Clairefontaine, Saint-Michel-sur-Meurthe.
- Hôpitaux à Rambervillers, Baccarat, Raon-l'Étape, Châtel-sur-Moselle, Thaon-les-Vosges.

### Cultes
- Culte catholique, Paroisse Saint Hubert du Ban de Jeanménil[32], Diocèse de Saint-Dié.

## Économie

### Entreprises et commerces

#### Agriculture
- Culture et élevage associés[33].
- Culture de céréales, de légumineuses et de graines oléagineuses.
- Exploitation forestière.

#### Tourisme
- Hébergements et restauration à Jeanménil, Rambervillers.

#### Commerces
- Commerces et services de proximité[34] à Jeanménil, Rambervillers.

## Culture locale et patrimoine

### Lieux et monuments

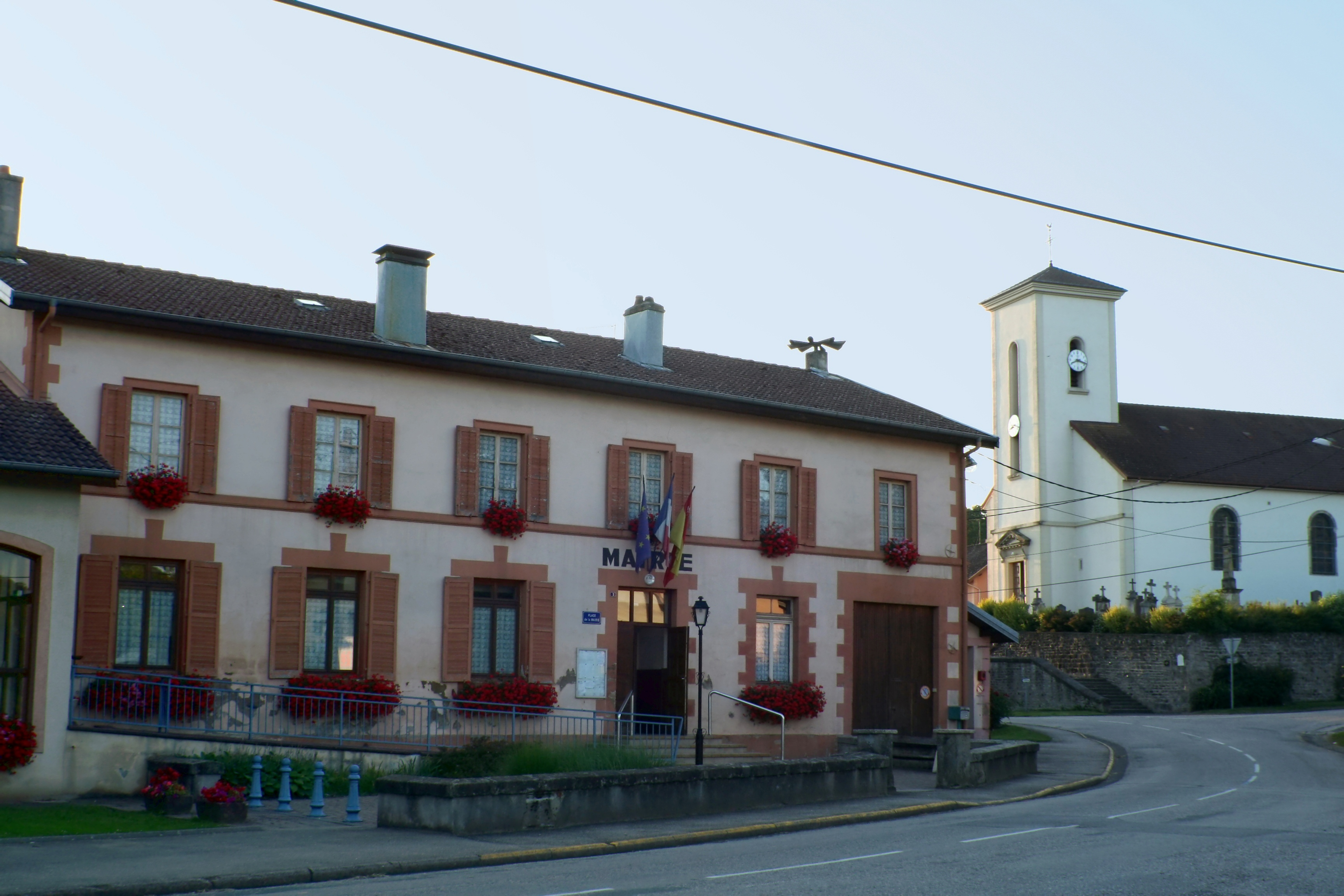
La place de la mairie, l'église et le cimetière.
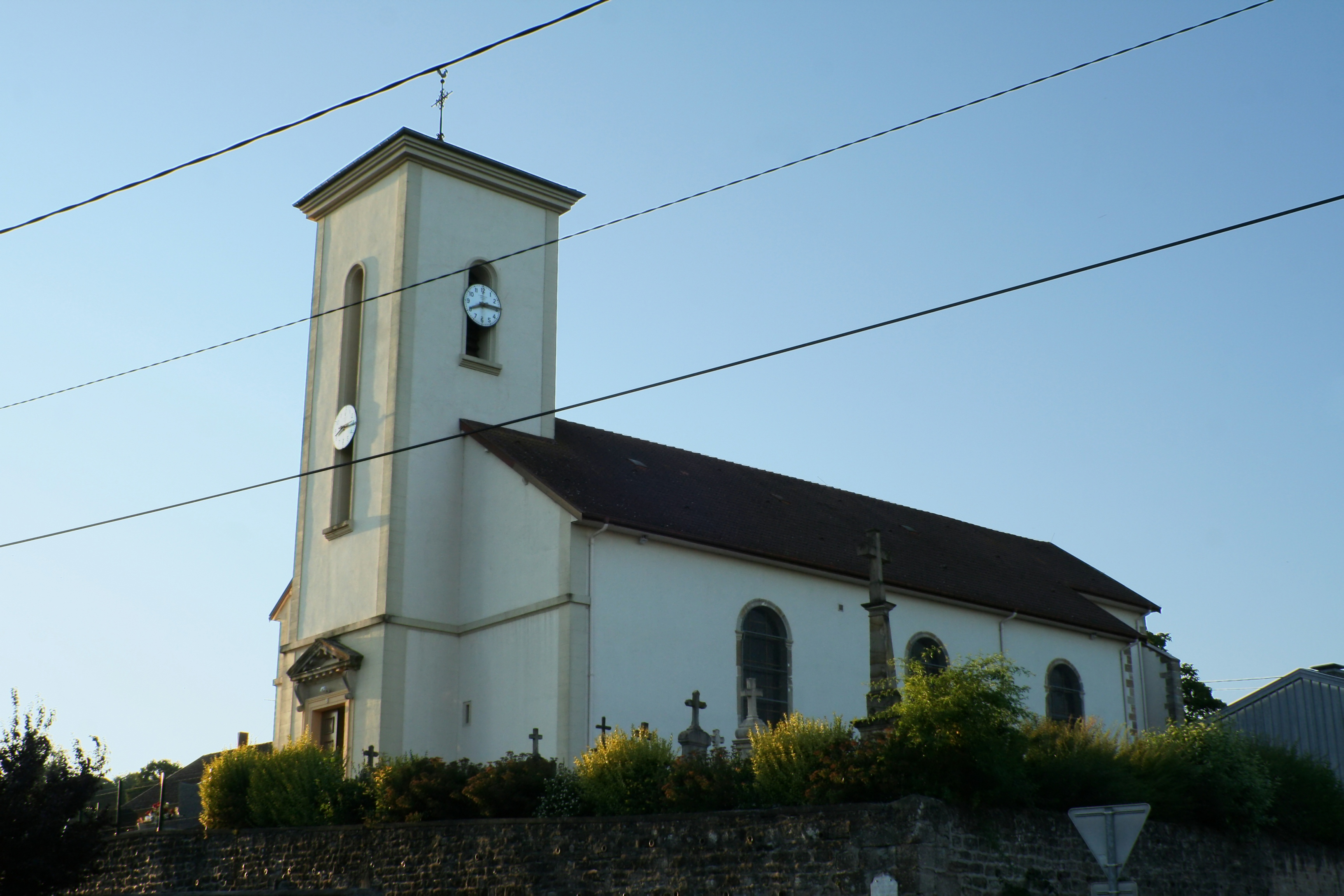
L'église Saint-Jean-Baptiste.
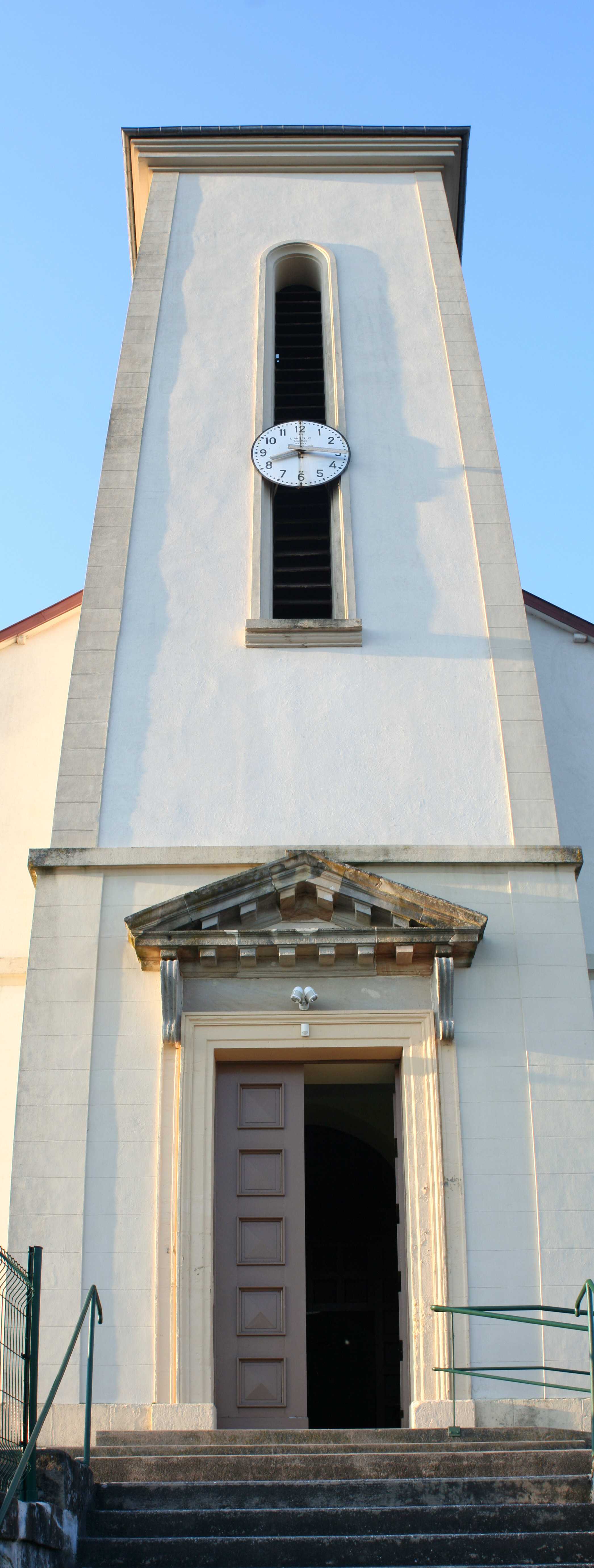
Clocher de l'église.

- L'église Saint-Jean-Baptiste[35],[36] (Diocèse de Saint-Dié, paroisse Saint Hubert du Ban de Jeanménil[37])

et son orgue construit par Gonzalez en 1979,,.
- Patrimoine rural recensé par le service régional de l'Inventaire général du patrimoine culturel[41].
- Monument aux morts[42],[43],[44].

### Personnalités liées à la commune
- Médaillés de Sainte-Hélène[45].

### Héraldique, logotype et devise
| Blason | Blasonnement : D’or à la fasce ondée d’azur accompagnée, en chef, de deux sapins de sinople et, en pointe, d’un chêne du même englanté du champ. Commentaires : La fasce ondée représente le ruisseau « Le Monseigneur » qui traverse la commune. Le chêne et les deux sapins symbolisent la victoire de 1918. En effet, après la victoire la commune a planté devant l’église un chêne représentant la commune et deux sapins pour l’Alsace et la Lorraine. |

## Pour approfondir